# Herpetofobie

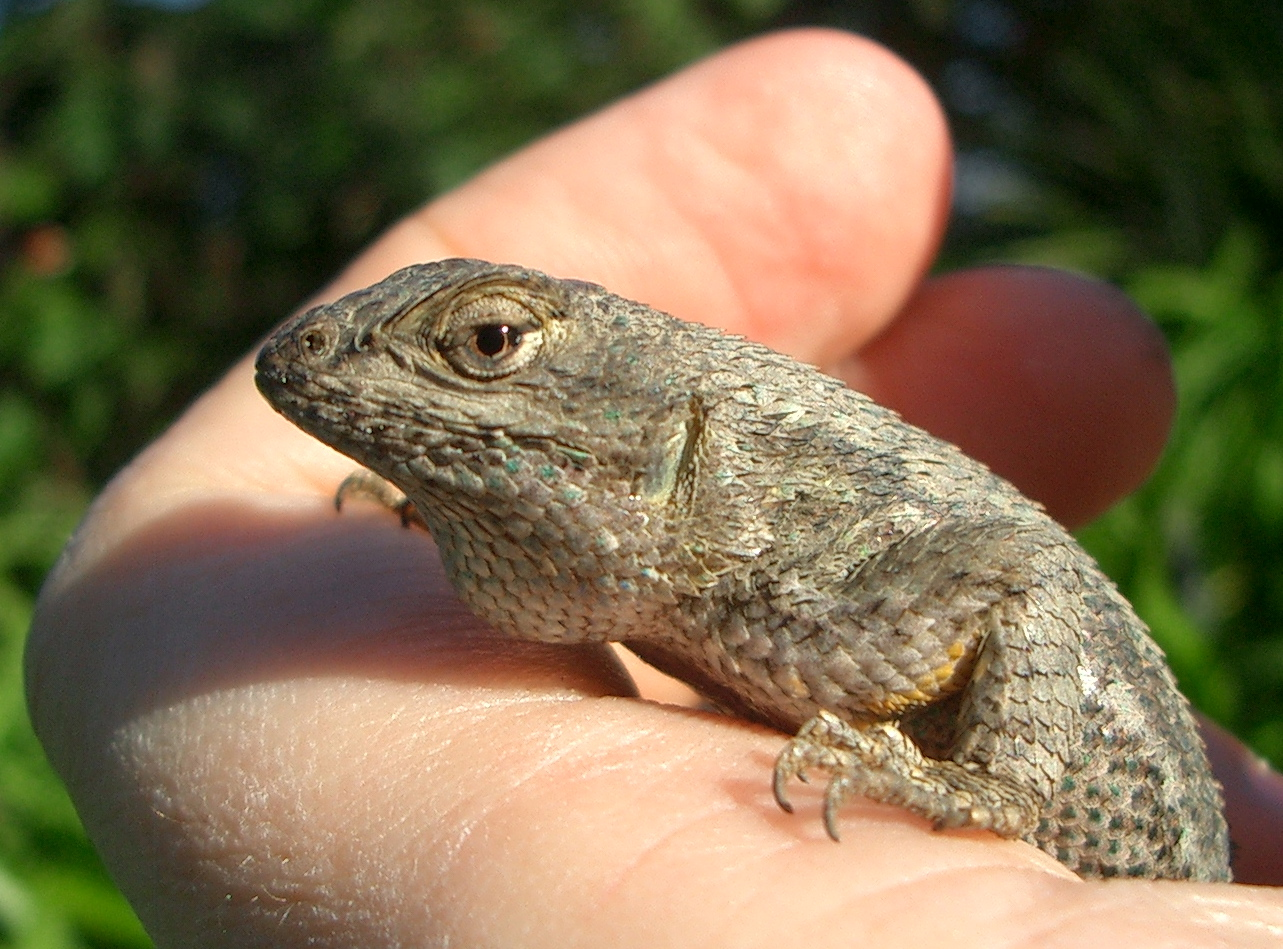
Een hagedis.

Herpetofobie (Oudgrieks: ἑρπετόν herpetón, kruipend dier en φόβος phóbos, angst) is een specifieke fobie, de angst voor reptielen, amfibieën en andere vergelijkbare dieren, meer in het algemeen: sluipende, kruipende dingen. Een bijzonder geval ervan vormt ophidiofobie, vrees voor slangen, wat soms ook met de algemenere term herpetofobie wordt aangeduid. De vrees voor reptielen in het algemeen en voor slangen in het bijzonder lijkt fundamenteel en overgeërfd uit de tijd toen slangen en andere reptielen een wezenlijke bedreiging voor het bestaan van mensen vormden.